# Østermarie-alfabetstenen
Østermarie-alfabetstenen (også kaldet Jessegård-stenen) er en runesten, som blev pløjet op på Jessegård ved Østermarie.
Indskriften viser runerne i det latinske alfabets bogstavrækkefølge. Stenen er den eneste kendte indskrift i Danmark af denne type.

## Indskrift
| Translitteration | abþef \| ghikl \| mnoPR \| stu(X) |
| Transskription   | abþefghiklmnoPrstuX               |
| Oversættelse     | abþefghiklmnoprstux               |